# タカラ (パッケージング)
株式会社タカラは、大阪市鶴見区と東京都世田谷区に本社を置く包装資材の商社。

## 沿革
- 1955年 - 宝工業所として京都で営業開始。 セロハンテープ販売開始。
- 1957年 - 宝興業株式会社設立、本社を大阪にして、京都に営業所を置く。
- 1970年 - 株式会社タカラに社名を変更。
- 1985年 - 東京支店を現住所に社屋新築移転し、東京本社に昇格。

## 参考
- （株）タカラ